# Le Génie des alpages
Le Génie des alpages est une série de bandes dessinées de F'murr. L'action se déroule dans les alpages.

## Description
Ces albums racontent la vie d'un troupeau de brebis, de ses bergers successifs, et de son chien, écrivain faisant de l'esprit et des calembours, passé maître dans l'art de la petite mécanique de précision. Ceci avec un troupeau autogéré de brebis dont les principales occupations sont le lynchage des étrangers, les réflexions philosophiques et l'adulation du bélier Romuald qui se la coule douce.
Au fil de la série des albums, de nombreux personnages s'invitent pour un temps ou pour longtemps.

### Personnages
- Le vieux berger, son chapeau continuellement vissé sur sa tête et sa veste sur ses épaules ; ce personnage au caractère flegmatique observe l’air exaspéré les fructueuses entreprises de son chien et de Romuald.

- Le chien, de race inconnue, se déplaçant sur deux pattes, est un érudit veillant plus ou moins sur son troupeau, passionné par la confection d’automates, et sous les ordres de son « patron ».

- Romuald, le bélier noir pathétique ayant pour ambition de soumettre les brebis à son autorité patriarcale.

- Einstein et Rostand, deux brebis blanches se préoccupant plus de la théorie de la relativité que de brouter leur herbe.

- Le lion, félin arborant la même coiffure que le chien ; après avoir été refusé au poste d’aide-chien de berger, il erre désespérément à la recherche de son « petit Liré » d’origine.

- Berthold, le saint-bernard de la ferme d’en face.

- La brebis à l’os ; cette brebis désireuse d’être un chien arbore souvent un os dans sa bouche.

- Kataris, sphinx apprenti du chien dans le domaine de la bergerie.

- Les brebis, troupeau aux individus innombrables portant des noms tels que Manivelle, Armelle, Noëlle, Clopinette, Côtelette…

- Mariette, gérante de la Buvette des cîmes.

## Albums
1. Le Génie des alpages, 1973.
2. Comme des bêtes, 1976.
3. Barre-toi de mon herbe, 1977, prix de la meilleure œuvre comique française au festival d'Angoulême 1978.
4. Un grand silence frisé, 1978.
5. Les Intondables, 1980.
6. Hi-Yo, c'est l'écho, 1981.
7. Tonnerre, et Mille Sabots !, 1983.
8. Dans les nuages, 1987.
9. Après nous... le déluge ?, 1989.
10. Monter, descendre, ça glisse pareil, 1992.
11. Sabotage et pâturage, 1995.
12. Bouge tranquille !, 1998.
13. Cheptel maudit, 2004.
14. ...Courent dans la montagne, 2007.
15. Bêêêêstes of le Génie des alpages, 2008, compilation.